# Air Zaire
Air Zaire, conosciuta precedentemente come Air Congo, era una compagnia aerea congolese costituita nel 1961 da parte del governo congolese e Sabena (compagnia di bandiera belga).

## Storia
Sin dal principio delle proprie attività Air Congo collaborò attraverso un partenariato con SABENA che aveva servito la colonia belga del Congo sin dal 1930 con i Douglas DC-3, DC-4 e DC-6. Molti di questi tipi di aerei sono stati ereditati da Air Congo e sono stati utilizzati per servizi interni e per i voli verso i paesi vicini.
Air Congo ha utilizzato anche il Beechcraft 18 e il Curtis C-46. Un Boeing 707 è stato utilizzato per i servizi via Bruxelles, Roma, Parigi e fino al 1963. Il Boeing 707 è stato sostituito da un Douglas DC-8 con maggiore capacità. Nel 1965, l'Air Congo divenne indipendente da SABENA e acquistò due SE 210 Caravelle nel 1967.
A causa di difficoltà tecniche di Air Congo, è stato istituito un partenariato con la Pan American-Air Congo, da cui ha acquisito ulteriori DC-8.

## Trasformazione in Air Zaire
Nel 1971 il Congo ha cambiato il suo nome in Zaire e la compagnia aerea nazionale è stato rinominata Air Zaire. Nel 1973, l'Air Zaire ha acquistato il suo primo velivolo widebody, un DC-10-30. I DC-3, che erano ancora in servizio, sono stati sostituiti con i Fokker F-27 Friendship, di cui otto furono acquistati. Ulteriore ammodernamento della flotta avvenne con l'introduzione del Boeing 737-200.
A causa di perdite d'esercizio e anche a causa di cattiva gestione e della corruzione, e dopo aver subito diverse riorganizzazioni negli anni 80, l'Air Zaire cessò le operazioni nel 1994 e fu dichiarata fallita.

## Codici
Codice IATA: 9Q

## Incidenti
Il 9 gennaio del 1975 un F-27, registrato come 9Q-CLM mentre atterrava presso la BoendeAirport (BNB), finì 100 metri oltre il fine pista e arrivò ad impattare una collina dove sulla strada c'era un bambino che rimase ucciso. Altre fonti sostengono che l'incidente sia avvenuto il 7 gennaio 1975.
Il 13 marzo 1976, un F-27, registrato 9Q-CLO, mentre si trovava a terra sul terreno di Gago Coutinho in Angola, fu colpito da un attacco effettuato da un Mig.12MF.
Il 6 gennaio 1978 un F-27, registrato 9Q-CLR poco dopo il decollo dalla pista 28 dall'aeroporto di Kisangani si schiantò e l'aereo prese fuoco uccidendo l'intero equipaggio. L'aereo fu dichiarato irreparabile e messo fuori uso.
L'8 febbraio 1980, un F-27, registrato 9Q-CLP con un equipaggio di 3 uomini, dopo una simulazione di avaria motore in decollo, il velivolo ad una quota tra i 250 e i 400 metri di altitudine, cadde e prese fuoco. Tutti i membri dell'equipaggio morirono nell'incidente.